# Ра (тибетская буква)
Ра — 25-я буква тибетского алфавита, может быть как слогообразующей, так и финалью (суффиксом), подписной и надписной. В тибетском букваре ассоциирована со словом «ра» — козёл.
Числовое соответствие: ра - 25, ри - 55, ру - 85, рэ - 115, ро - 145.

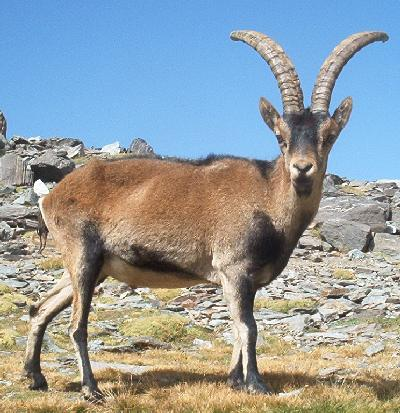
ར — козёл
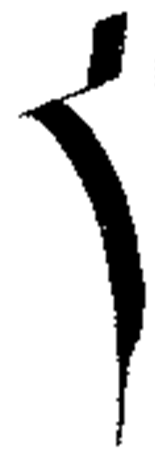
Ра умэ

Ра шрифтом ранджана: 

## Раго
12 раго

## Ратак
13 ратак